# Aguas Rionegrinas
Aguas Rionegrinas Sociedad Anónima (ARSA) es una empresa estatal dedicada a la prestación del servicio de agua potable y cloacas en la Provincia de Río Negro (Argentina).

## Historia
Originalmente, el servicio de agua y saneamiento era prestado por Obras Sanitarias de la Nación (OSN), que fue disuelta en 1993. El Poder Ejecutivo Nacional derivó la prestación de los servicios a la provincia, que a su vez los derivó al Departamento Provincial de Aguas. Mediante la Ley Provincial N° 3184, se crea en 1997 la empresa Aguas Rionegrinas Sociedad del Estado (ARSE); y con el Decreto Provincial N° 583/1998 se aprobaría el estatuto de la nueva empresa, cediendo la concesión del servicio.
Lo que hoy se conoce como Aguas Rionegrinas S.A. fue creado mediante la ley provincial N° 3310, sancionada el 29 de julio de 1999, comprendiendo un directorio dependiente del Ministerio de Obras y Servicios Públicos de la Provincia, con vigencia por 30 años. Desde entonces, ARSA administra la concesión de los servicios de Agua Potable y Cloacas en 42 localidades y 32 parajes en toda la provincia.

## Servicios
ARSA presta servicios de potabilización de agua y tratamiento de efluentes cloacales en todo el territorio provincial. Administra la totalidad de las plantas de tratamiento de agua potable y tratamiento de líquidos cloacales.

### Subgerencias Regionales
Al comprender un área de concesión muy extensa, la empresa se divide en 4 subgerencias regionales:
- Subgerencia Regional Alto Valle: Mendoza y Güemes, General Roca.
- Subgerencia Regional Andina: 12 de octubre de 1395, San Carlos de Bariloche.
- Subgerencia Regional Este: Pueyrredón 23, Viedma.
- Subgerencia Regional Atlántica: Avenida Libertad 2437, San Antonio Oeste.

## Área de operación
Esta empresa tiene su sede central en la capital provincial, y dispone de centros de atención al público en las siguientes localidades:
- Allen, General Roca.
- Catriel, General Roca.
- Cervantes, General Roca.
- Chichinales, General Roca.
- Choele Choel, Avellaneda.
- Cinco Saltos, General Roca.
- Cipolletti, General Roca.
- Comallo, Pilcaniyeu.
- General Conesa, Conesa.
- Coronel Belisle, Avellaneda.
- Darwin, Avellaneda.
- El Bolsón, Bariloche.
- El Cóndor, Adolfo Alsina.
- General Fernández Oro, General Roca.
- General Enrique Godoy, General Roca.
- General Roca, General Roca.
- Guardia Mitre, Adolfo Alsina.
- Ingeniero Huergo, General Roca.
- Las Grutas, San Antonio.
- Los Menucos, 25 de Mayo.
- Maquinchao, 25 de Mayo.
- Pilcaniyeu, Pilcaniyeu.
- Pomona, Avellaneda.
- Ramos Mexía, 9 de Julio.
- Río Colorado, Pichi Mahuida.
- San Antonio Este, San Antonio.
- San Antonio Oeste, San Antonio.
- San Carlos de Bariloche, Bariloche.
- Sierra Colorada, 9 de Julio.
- Sierra Grande, San Antonio.
- Valcheta, Valcheta.
- Viedma, Adolfo Alsina.